# Mẫu Đơn Giang (tỉnh)
Mẫu Đơn Giang (tiếng Trung: 牡丹江省) là một tỉnh của Mãn Châu Quốc. Tỉnh lị là thành phố Mẫu Đơn Giang. Lãnh thổ của tỉnh Mẫu Đơn Giang nay nằm ở phía đông nam của tỉnh Hắc Long Giang của Cộng hòa Nhân dân Trung Hoa.
Ngày 1 tháng 7 năm 1937, Mãn Châu Quốc điều chỉnh quy hoạch hành chính, đông nam của tỉnh Tân Giang gồm 5 huyện: Ninh An, Mục Lăng, Đông Ninh, Mật Sơn, Hổ Lâm và thành phố mới Mẫu Đơn Giang hợp thành tỉnh Mẫu Đơn Giang. Tháng 6 năm 1939, tỉnh lập thêm huyện Tuy Dương và chuyển hai huyện Mật Sơn và Hổ Lâm cho tỉnh mới Đông An. Như vậy, Mẫu Đơn Giang còn một thành phố và bốn huyện. Theo số liệu thống kê vào tháng 10 năm 1940, tổng diện tích của tỉnh Mẫu Đơn Giang là 32.948 km², dân số đạt 688.000 người. Ngày 1 tháng 10 năm 1943, tỉnh Mẫu Đơn Giang gia nhập Tổng tỉnh Đông Mãn. Ngày 28 tháng 5 năm 1945, tổng tỉnh Đông Mãn bị giải thể, phân thành tỉnh Đông Mãn và Gian Đảo, toàn tỉnh Mẫu Đơn Giang và tỉnh Đông An hợp thành tỉnh Đông Mãn.
Sau chiến tranh thế giới thứ hai, tháng 4 năm 1946 đã thiết lập tỉnh Tuy Ninh. Ngày 20 tháng 8 năm 1947, ủy ban hành chính Đông Bắc lại một lần nữa thành lập tỉnh Mẫu Đơn Giang bằng việc hợp nhất đặc khu Mẫu Đơn Giang, tỉnh Hiệp Giang và đặc khu Đông An. Sau năm 1949, Mẫu Đơn Giang được đặt dưới địa giới của tỉnh Hắc Long Giang.